# Il Quotidiano della Calabria
Il Quotidiano della Calabria (Cotidianul Calabriei) este un ziar italian, cu sediul la Castrolibero, în provincia Cosenza. Este un cotidian difuzat în regiunea Calabria. 